# Extinction (film 2018)
Extinction è un film di fantascienza del 2018 diretto da Ben Young.

## Trama
Peter è un ingegnere con incubi ricorrenti in cui lui e la sua famiglia soffrono a causa di violenti scontri con un nemico extraterrestre. Gli incubi gli creano problemi sia al lavoro sia con la sua famiglia, che lo spinge a chiedere aiuto a uno psicanalista.
Decide così di rivolgersi a una clinica dove trova però un ragazzo che gli rivela di avere visioni simili e che queste non sono soltanto pura fantasia.
Più tardi, a una festa organizzata dalla moglie Alice, ormai ossessionato dalle visioni, ignora gli ospiti e per tutto il tempo scruta il cielo con un telescopio finché non inizia ad apparire una moltitudine di navicelle che attaccano la città. Inizia la fuga, durante la quale Alice viene gravemente ferita. Un soldato extraterrestre, precedentemente disarmato da Peter, viene nuovamente atterrato dall'uomo e, togliendosi il casco, rivela sembianze umane.
Peter costringe il soldato ad aiutare la famiglia a raggiungere la fabbrica in cui lui lavora. Lì la moglie viene soccorsa ma viene data per spacciata per la gravità delle ferite. Nel tentativo di salvarsi, il soldato alieno afferma di poterla salvare. Peter lascia che le figlie vengano scortate verso un treno della metropolitana diretta verso una base esterna e accetta l'aiuto del soldato. Quest'ultimo rivela che Alice è in realtà una sintetica, ossia un'intelligenza artificiale, e per salvarla è necessaria un'altra fonte di energia: lo stesso Peter, anch'egli dunque un sintetico.
Il soldato connette i due sintetici, e così Peter sviene e torna ad avere le sue visioni. Queste risultano essere ricordi cancellati di una guerra tra sintetici e umani, terminata con la sconfitta degli umani e la loro scacciata dalla Terra. Per superare il senso di colpa scaturito dalle loro azioni ed evitare di vivere nel costante timore di una rappresaglia umana, i sintetici avevano cancellato le loro memorie, inclusa la coscienza di essere sintetici. Al risveglio Peter apprende dal soldato che gli umani hanno vissuto su Marte per cinquant'anni, e hanno ora invaso la Terra per riconquistarla.
Peter e Alice raggiungono le figlie e salgono sul treno nel quale il capo di Peter gli rivela che lui e altri sintetici hanno conservato le loro memorie per prepararsi all'inevitabile ritorno degli umani. Peter suggerisce che è possibile usare quelle memorie per portare la pace tra gli umani e i sintetici.